# Guerra dano-sueca
Guerra dano-sueca pot referir-se a una de les moltes guerres que van enfrontar el Regne de Dinamarca i Noruega amb Suècia:
- Guerra dano-sueca (1470-1471)
- Guerra sueca d'alliberament (1521-1523)
- Guerra Nòrdica dels Set Anys (1563-1570)
- Guerra de Kalmar (1611-1613)
- Guerra de Torstenson (1643-1645)

- Parts de la Segona Guerra del Nord:
  - Guerra dano-sueca (1657-1658)
  - Guerra dano-sueca (1658-1660)

- Guerra d'Escània (1675-1679)
- Gran Guerra del Nord (1700-1721)
- Guerra dano-sueca (1788-1789) (1788-1789)

- Parts de les Guerres Napoleòniques:
  - Guerra dano-sueca (1808-1809)
  - Guerra dano-sueca (1813-1814), part de la Guerra de la Sisena Coalició.